# Mircea Leasă
Mircea Valentin Leasă (sinh ngày 22 tháng 2 năm 1999) là một cầu thủ bóng đá người România thi đấu ở vị trí hậu vệ cho Voluntari.